# Ladykiller in a Bind
Ladykiller in a Bind è un'avventura grafica realizzata da Christine Love. Il titolo completo del gioco è My Twin Brother Made Me Crossdress as Him and Now I Have to Deal with a Geeky Stalker and a Domme Beauty Who Want Me in a Bind!!. Il videogioco è descritto sul portale Steam "una commedia erotica e romantica sulla manipolazione sociale, il crossdressing e ragazze che legano altre ragazze". Nel 2017 il videogame ha vinto l'Excellence in Narrative Award all'Independent Game Festival.

## Modalità di gioco
Il giocatore impersonifica una ragazza di 18 anni, che viene costretta dal suo fratello gemello a sostituirsi a lui durante una crociera di lusso, dove vincerà in un concorso di popolarità. Nel corso dei sette giorni di crociera, la ragazza manipolerà e sedurrà alcuni degli studenti a bordo, spesso anche utilizzando pratiche BDSM.
Alcune parti del videogioco contengono scene di sesso e nudo, che è possibile evitare di vedere coprendo i protagonisti con maglioni natalizi. A gennaio 2017, Christine Love ha rilasciato un'estensione che ha permesso di modificare una scena molto criticata dai giocatori e dalla critica, nella quale il giocatore era oggetto di umiliazioni sessuali (non consenzienti) da parte di un uomo.